# Поколение Y
Поколение Y (известно също като Милениали и Echo Boomers) е демографска група. Няма точен период, когато тази група започва или завършва. Демографите и учените обикновено използват за ориентири – началото на 1980-те години като отправна точка / години за раждане/ и завършва с от средата на 1990-те години до началото на 2000-те години.

## Дата и възрастово определение
Малка част от изследователите причисляват към тази група родените в края на 1970-те години. През 2014 доклад описва тези млади хора, като взима за начало родените още през 1976 г., а през 2009 г. доклад на „Метлайф“ определя това поколение, като хора, които са родени между 1977 г. и 1994 години.

## Политически възгледи
Отзиви на политическите настроения сред т.нар. „милениали“ във Великобритания, предполагат все по – социално-либерални възгледи, както и по-висока обща подкрепа за класическата либерална икономическа политика, от старото поколение. Те са по-склонни да подкрепят гей браковете и легализация на наркотици. Икономист паралели с millennials в САЩ, чиито отношения повече подкрепа на социално-либерална политика и на гей браковете по отношение на другите демографски. те също са по-склонни да се противопоставят на експериментиране върху животни за медицински цели от по-възрастното поколение.

## Демографските данни в САЩ
Уилям Щраус и Нийл Хоу в своята книга „Поколения“ през 1991, предвиждат, че „милениалите“ ще достигнат до 76 милиона. по-късно
 Нийл ревизира този брой до повече от 95 милиона души (в САЩ).
 Към края на 2012 е изчислено, че съществуват около 80 милиона американски „милениали“. Според оценки, броят на американските „милениали“ през 2015 г., е 83,1 млн. души.

## Вижте още
- Поколение Z